# Condado de Northampton (Carolina del Norte)
El condado de Northampton (en inglés: Northampton County, North Carolina), fundado en 1741, es uno de los 100 condados del estado estadounidense de Carolina del Norte. En el año 2000 tenía una población de 22 086 habitantes con densidad poblacional de 16 personas por km². La sede del condado es Jackson.

## Geografía
Según la Oficina del Censo, el condado tiene un área total de 1427 km² (551 mi²), de la cual 1388 km² (535,9 mi²) es tierra y 36 km² (13,9 mi²) es agua.

### Municipios
El condado se divide en nueve municipios: 
Municipio de Kirby, Municipio de Gaston, Municipio de Jackson, Municipio de Oconeechee, Municipio de Pleasant Hill, Municipio de Rich Square, Municipio de Roanoke, Municipio de Seaboard y Municipio de Wiccacanee.

### Condados adyacentes
- Condado de Grensville norte
- Condado de Southampton noreste
- Condado de Hertford este
- Condado de Bertie sureste
- Condado de Halifax suroeste
- Condado de Warren noroeste
- Condado de Brunswick norte-noroeste

## Demografía
En el 2000 la renta per cápita promedia del condado era de $26 652, y el ingreso promedio para una familia era de $34 648. El ingreso per cápita para el condado era de $15 413. En 2000 los hombres tenían un ingreso per cápita de $27 970 contra $21 183 para las mujeres. Alrededor del 21.30% de la población estaba bajo el umbral de pobreza nacional.

## Lugares

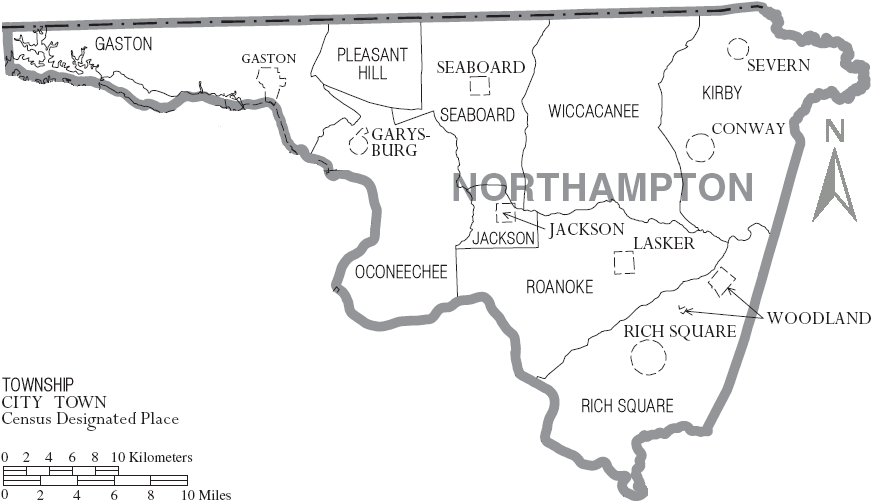
Mapa del Condado de Northampton en Carolina del Norte con sus municipios

### Ciudades y pueblos
- Conway
- Garysburg
- Gaston
- Jackson
- Lasker
- Rich Square
- Seaboard
- Severn
- Woodland